# Куп Србије у фудбалу 2008/09.
Фудбалски куп Србије 2008/09. под именом Лав куп Србије одржао се у организацији Фудбалског савеза Србије, а трећи пут под покровитељством „Карлсберг Србија“, који је за ову годину задржао прошлогодишњи новчани фонд награда од 250.000 евра. У финалу Купа, које ће се одржати 6. маја 2009, победник ће добити 81.000 евра.
У шеснаестини финала која се игра, 24. септембра 2008. учествоваће 32 клуба, од тога 12 из Меридиан Супер лиге, 15 из Прве лиге Телеком Србија и пет клубова нижег ранга који су прошли предтакмичење. Осмина фимала је заказана за 12. новембар, док ће се четрвтфинале и полуфинале одиграти на пролеће 2009.
Утакмице ће се играти на теренима првоименованих тимова, а у случају нерешеног резултата после 90 минута игре, одмах ће се приступити извођењу једанаестераца како би се одредио победник. Свим учесницима шеснаестини финала ЛАВ Купа Србије припашће и новчана награда у износу од хиљаду евра.

### Квалификације
3. септембар
| Клуб                             | Резултат     | Клуб                   |
| -------------------------------- | ------------ | ---------------------- |
| Срем Јаково (III)                | 1:3          | Биг Бул, Бачинци (III) |
| Синђелић Ниш (III)               | 1:0          | Раднички Пирот (III)   |
| Партизан Косовска Митровица (IV) | 0:0 (5:4)пен | Слога Краљево (III)    |

У Хали 3 београдског сајма, у оквиру манифестације Сајам фудбала, свечано је обављена и церемонија извлачења парова за шеснаестину финала ЛАВ Купа Србије у сезони 2008/09.
Извлачењу парова присуствовали су и новопечени сениорски репрезентативци Ненад Милијаш и Иван Обрадовић, који су „поделили“ срећу клубовима, а у шеснаестини финала 24. септембра (среда) од 15 сати састаће се:

## Резултати

### Шеснаестина финала
26. септембар
| Утак. | Клуб, Место                      | Резултат       | Клуб, Место                  |
| ----- | -------------------------------- | -------------- | ---------------------------- |
| 1     | Младеновац (III)                 | 1:1 (4:5)пен   | Смедерево (II)               |
| 2.    | Бежанија (II) Београд            | 1:0            | Вождовац (II) Београд        |
| 3.    | ОФК Београд, Београд             | 2:0            | Нови Пазар (II)              |
| 4.    | Чукарички Станком, Београд       | 1:1 (6:7)пен   | ЧСК Пивара (II), Челарево    |
| 5.    | Јагодина                         | 2:0            | Власина (III)                |
| 6.    | Младост (II) Лучани              | 0:1            | Хајдук Београд (II)          |
| 7.    | Раднички Ниш (III)               | 0:3            | Црвена звезда Београд        |
| 8.    | Севојно(II)                      | 0:0 (8:7)пен.  | Хајдук, Кула                 |
| 9.    | Нови Сад (II)                    | 0:0 (5:6)пен.  | Јавор Хабитфарм Ивањица      |
| 10.   | Срем, Сремска Митровица          | 1:2            | Рад, Београд                 |
| 11.   | Младост, Апатин                  | 0:2            | Партизан, Београд            |
| 12.   | Биг Бул (III), Бачинци           | 0:4            | Војводина, Нови Сад          |
| 13.   | Банат, Зрењанин                  | 4:0            | Земун, Београд               |
| 14.   | Партизан Косовска Митровица (IV) | 1:3            | Борац, Чачак                 |
| 15.   | Синђелић Ниш(III)                | 0:0 (5:3)пен.  | БСК Борча (II)               |
| 16.   | Напредак Крушевац                | 2:2 (6:5) пен. | Металац Горњи Милановац (II) |

Победници се пласирају у осминуфинала, која ће се играти 12. новембра. Извлачење парова за осмину финала ће се обавити ....... Играће се само један меч. Предност домаћег терена имаће екипе, које су шеснестини финала победиле у гостима. У случају нерешеног резултата на крају регуларног времена, одмах се изводе једанаестерци. Свим учесницима осминефинала ЛАВ Купа Србије припашће и новчана награда у износу од две хиљаде евра.

## Осминафинала
12. новембар
| Утак. | Клуб, Место         | Резултат    | Клуб, Место        |
| ----- | ------------------- | ----------- | ------------------ |
| 1.    | ОФК Београд         | 2:0         | Синђелић Ниш (III) |
| 2.    | Партизан            | 4:2         | Јагодина           |
| 3.    | ЧСК Пивара (II)     | 0:2         | Црвена звезда      |
| 4.    | Борац Чачак         | 1:1 пен 4:5 | Севојно (II)       |
| 5.    | Хајдук Београд (II) | 1:1 пен 7:6 | Војводина          |
| 6.    | Рад                 | 0:0 пен 3:4 | Напредак Крушевац  |
| 7.    | Смедерево (II)      | 1:0         | Бежанија (II)      |
| 8.    | Јавор Хабитфарм     | 0:2         | Банат              |

Победници се пласирају у четвртфинале, које ће се играти 15. априла. Екипе су подељене у два „шешира“. У првом се налазе ФК Партизан, ФК Црвена звезда, ОФК Београд и ФК Напредак Крушевац. Међусобно се не могу састати екипе из истог шешира. Извлачење парова за четвртфинале је обављено 9. децембра. Играће се само један меч. У случају нерешеног резултата на крају регуларног времена, одмах се изводе једанаестерци.

## Четвртфинале
15. април
| Утак. | Клуб, Место          | Резултат     | Клуб, Место  |
| ----- | -------------------- | ------------ | ------------ |
| 1.    | Црвена звезда        | 4:1          | Смедерево () |
| 2.    | Банат                | 1:0          | Београд      |
| 3.    | Напредак Крушевац () | 1:1 (4:5)пен | Севојно      |
| 5.    | Хајдук Београд ()    | 0:2          | Партизан     |

## Полуфинале
6. мај
| Утак. | Клуб, Место | Резултат | Клуб, Место   |
| ----- | ----------- | -------- | ------------- |
| 1.    | Севојно ()  | 2:1      | Црвена звезда |
| 2.    | Банат       | 0:1      | Партизан      |

## Финале
20. мај
| Утак. | Клуб, Место | Резултат | Клуб, Место |
| ----- | ----------- | -------- | ----------- |
| 1.    | Партизан    | 3:0      | Севојно ()  |

| Победник Купа Србије у фудбалу 2008/09. |
| --------------------------------------- |
|                                         |
| ФК Партизан 2. титула                   |

## Финална утакмица
| Домаћи клуб                             | Резултат | Гостујући клуб |
| --------------------------------------- | --- | --- |
| ФК Партизан                             | 3:0 (0:0) | ФК Севојно |
| Датум                                   | 21. мај 2009. | 21. мај 2009. |
| Стадион                                 | Стадион Партизана, Београд | Стадион Партизана, Београд |
| Гледалаца                               | 13.434 (капацитет 32,887) | 13.434 (капацитет 32,887) |
| Судија                                  | Милорад Мажић (Врбас) | Милорад Мажић (Врбас) |
| ФК Партизан (тренер: Славиша Јокановић) | Божовић, Гавранчић, Ђорђевић (кап.), Стевановић, Обрадовић, Фејса, Љајић (Вујовић 58'), Мореира, Томић, Дијара (од 88‘ Петровић), Вашингтон (од 46‘ Богуновић )                  | Божовић, Гавранчић, Ђорђевић (кап.), Стевановић, Обрадовић, Фејса, Љајић (Вујовић 58'), Мореира, Томић, Дијара (од 88‘ Петровић), Вашингтон (од 46‘ Богуновић )                  |
| ФК Севојно (тренер: Љубиша Стаменковић) | Николић, Камберовић Бранковић (од 68' Вукојичић), Булатовић, Јанковић, Раковић (кап.) (од 75‘ Станковић), Вирић (од 62‘ Радосављевић), Јовичић, Павичевић, Голочевац, В, Вујовић | Николић, Камберовић Бранковић (од 68' Вукојичић), Булатовић, Јанковић, Раковић (кап.) (од 75‘ Станковић), Вирић (од 62‘ Радосављевић), Јовичић, Павичевић, Голочевац, В, Вујовић |
| Стрелци                                 | 1:0 Ђорђевић 61', 2:0 Стевановић, 86', 3:0 Петровић 90' | 1:0 Ђорђевић 61', 2:0 Стевановић, 86', 3:0 Петровић 90' |